# Бетехтин, Вадим Ефимович
Вадим Ефимович Бетехтин (1 мая 1923, Дранкова, Голышмановская волость, Ишимский уезд, Тюменская губерния, РСФСР, СССР — 29 ноября 1993, Ревда, Свердловская область, Россия) — Герой Социалистического Труда, прессовщик Ревдинского завода по обработке цветных металлов Министерства цветной металлургии СССР.

## Биография
Родился 1 мая 1923 года в деревне Дранкова Голышмановской волости Ишимского уезда Тюменской губернии (ныне — Голышмановский район Тюменской области).
Семья была раскулачена и в 1934 году он переехал в Ревду к брату отца. Окончил школу фабрично-заводского обучения и устроился на СУМЗ.
В июле 1942 года, в возрасте 19 лет, призван на фронт, служил связистом в минометном полку, освобождал Варшаву, дошел до Берлина, где на рейхстаге оставил свою подпись. Был старшим телефонистом взвода управления 316 гвардейского миномётного полка в должности ефрейтора.
После демобилизации, в 1952—1973 годах, работал на Ревдинский завод ОЦМ прессовщиком цехом № 2. Являлся рационализатором. В 1973 году вышел на пенсию. Был внештатным корреспондентом газеты «Ревдинский рабочий».
Скончался 29 ноября 1993 года, похоронен на городском кладбище Ревды.
Семья
Был женат, у него осталось четверо детей, пятеро внуков и пятеро правнуков.

## Память
28 июня 2016 года была установлена мемориальная доска в честь Вадима Ефимовича Бетехтина на доме номер 20 по улице Жуковского.

## Награды
За свои достижения был награжден:
- 09.06.1945 — орден Красной Звезды;
- 14.08.1943 — медаль «За боевые заслуги»;
- 03.10.1944 — медаль «За отвагу» (СССР);
- 09.06.1945 — орден Трудового Красного Знамени;
- медаль «За освобождение Варшавы»;
- медаль «За взятие Берлина»;
- 30.03.1971 — звание Герой Социалистического Труда с золотой медалью Серп и Молот и орден Ленина «за выдающиеся успехи, достигнутые в развитии цветной металлургии»;
- 06.04.1985 — орден Отечественной войны II степени[3];
- медаль «Ветеран труда».